# William D. Leahy
William Daniel Leahy (Hampton, 1875. május 6. – Bethesda, 1959. július 20.) amerikai tengerésztiszt. A második világháború alatt az Egyesült Államok legmagasabb rangú, aktív szolgálatban lévő katonatisztje volt, több címet viselt, és jelentős befolyást gyakorolt a külpolitikára és a katonai stratégiára. Flottaadmirálisként ő volt az első olyan zászlóstiszt, aki ötcsillagos rangot viselt az amerikai fegyveres erőknél.

## Élete
Az 1897-ben Annapolisban végzett Leahy aktív szolgálatot teljesített a spanyol-amerikai háborúban, a Fülöp-szigeteki felkelésben, a kínai bokszerlázadásban, a közép-amerikai banánháborúkban és az első világháborúban. 1927 és 1931 között a Tüzérségi Hivatal főnökeként kadétosztályának első tagjaként zászlósi rangot ért el, és a Tüzérségi Hivatal főnöke volt. Ezt követően 1933-tól 1936-ig a Hajózási Hivatal főnöke volt, majd 1936-tól 1937-ig a Csataflotta parancsnoka. A haditengerészeti műveletek főnökeként 1937 és 1939 között az Egyesült Államok haditengerészetének rangidős tisztjeként felügyelte a flotta bővítését és a háborús előkészületeket.
Miután nyugdíjba vonult a haditengerészettől, Leahyt 1939-ben Franklin D. Roosevelt elnök Puerto Rico kormányzójává nevezte ki. Legellentmondásosabb szerepében 1940 és 1942 között franciaországi nagykövetként szolgált. Az amerikai politika célja az volt, hogy a Vichy-kormányt a német ellenőrzés alatt tartsa, de Leahy korlátozott sikerrel járt, és arra a meggyőződésre jutott, hogy az Egyesült Államoknak Vichy helyett a Szabad Francia Erőket kellene támogatnia. Kérte, hogy hívják vissza az Egyesült Államokba, miután a Pearl Harbor elleni japán támadás miatt az Egyesült Államok belépett a második világháborúba.
Leahyt visszahívták aktív szolgálatba, és 1942-ben Roosevelt elnök kabinetfőnöke lett, és ebben a pozícióban töltötte be a háború hátralévő részét, a jaltai konferencián is részt vett. A vezérkari főnökök egyesített vezérkarának első tényleges elnökeként felügyelte az amerikai fegyveres erők egészét, és a háború alatt jelentős döntéshozó volt. Ő elnökölt az egyesített vezérkari főnökök amerikai küldöttségében is. 1944 decemberében ötcsillagos flottaadmirálissá léptették elő. A második világháborút követően Roosevelt utódjának, Harry S. Trumannak a szolgálatában állt, és 1949-es nyugdíjba vonulásáig segített a háború utáni külpolitika alakításában. Bár a háború alatt nem ellenezte a nukleáris fegyverek bevetését, a háború utáni időszakban elutasította azokat a háborús terveket, amelyek túlhangsúlyozták a nukleáris fegyverek elsőként való bevetését.
Leahy flottaadmirális 1959. július 20-án halt meg a marylandi Bethesda haditengerészeti kórházban. Az Arlingtoni Nemzeti Temetőben temették el.

## Fordítás
- Ez a szócikk részben vagy egészben  a   William D. Leahy című angol Wikipédia-szócikk ezen változatának fordításán alapul.  Az eredeti cikk szerkesztőit annak laptörténete sorolja fel. Ez a jelzés csupán a megfogalmazás eredetét és a szerzői jogokat jelzi, nem szolgál a cikkben szereplő információk forrásmegjelöléseként.

## Írása
- William D. Leahy: I was there. The personal story of the chief of staff to Presidents Roosevelt and Truman based on his notes and diaries made at the time. Whittlesey House, New York NY u. a. 1950 (Önéletrajz).